# Bořetín (Pelhřimovi járás)
Bořetín település Csehországban, a Pelhřimovi járásban. Bořetín Drunče, Březina, Psárov, Mnich és Hojovice településekkel határos. Lakosainak száma 110 fő (2024. január 1.).

## Népesség
A település lakosságának változását az alábbi diagram mutatja:
| Lakosok száma | 399  | 388  | 389  | 204  | 148  | 101  | 106  | 105  | 102  | 110  |
|               | 1869 | 1900 | 1921 | 1961 | 1980 | 2011 | 2016 | 2019 | 2021 | 2024 |